# Ōe no Masahira
Ōe no Masahira (大江匡衡?   952-6 de agosto de 1012) fue un poeta y erudito confucionista japonés que vivió a mediados de la era Heian. Su abuelo fue Ōe no Koretoki y es bisabuelo de Ōe no Masafusa. Su esposa fue la también poetisa Akazome Emon. Es considerado uno de los treinta y seis poetas de la lista antológica Chūko Sanjūrokkasen.

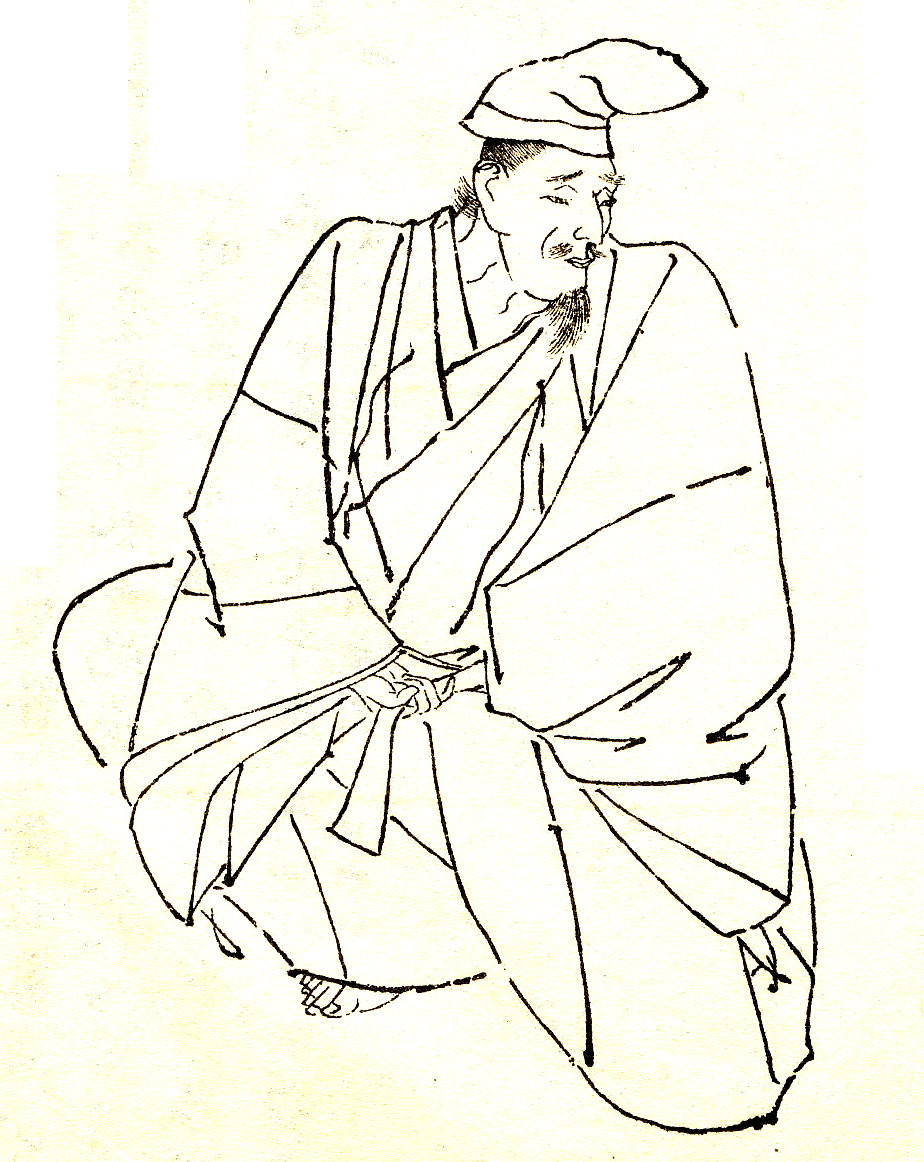
Ōe no Masahira.

En 975 comenzó a estudiar composición poética . Ocupó un puesto burocrático en la provincia de Echizen y en 984 fue promovido a Jugoi. Fue vicegobernador de la provincia de Kai y en 989 fue ascendido a Shōgoi y en ese mismo año obtiene un título en composición. Posteriormente fue nombrado Shikibu Daifu, Tōgūgakushi y vicegobernador de Echizen, en 998 fue promovido a Jushii, fue vicegobernador de la provincia de Owari en 1001 y en 1003 fue promovido a Shōshii. En 1005 fue nombrado tutor imperial del Príncipe Atsuyasu, hijo del Emperador Ichijō. Hacia 1007 renuncia al Tōgūgakushi y en 1008 es nombrado gobernador de la provincia de Tanba y chambelán.
El clan Ōe estuvo compuesto por miembros que escribieron diversas obras, y que dichas responsabilidades fueron heredadas a Masahira. Con respecto a la poesía china, escribió el Honchū Bunsui (本朝文粋?), el Gōrihō-shū (江吏部集?) y el Honchū Reisō (本朝麗藻?). Tuvo relaciones artísticas con los poetas Ōnakatomi no Sukechika, Fujiwara no Sanekata, Fujiwara no Michinaga, Fujiwara no Yukinari, Fujiwara no Kintō, entre otros. Hizo una colección personal de poesía waka llamada Masahira Ason-shū (匡衡朝臣集?). Doce poemas fueron incluidos en diversas antologías imperiales a partir del Goshūi Wakashū.